# Gil Alma
D. Gil Alma foi o famoso bispo do Porto que, mediante a promessa de 3000 libras, feita por D. João I, desistiu de toda a soberania exercida até à data sobre a referida cidade, e que foi depois bispo de Coimbra. Este bispo legou em 1415 todos os seus bens para instituir uma capela no mosteiro de São Domingos em Lisboa, que, depois de desavenças entre os herdeiros administradores, que eram os seus primos João Alma e Lopo Alma, e os monges do convento, caiu na administração dos Senhores de Molelos.